# Chruščëvismo

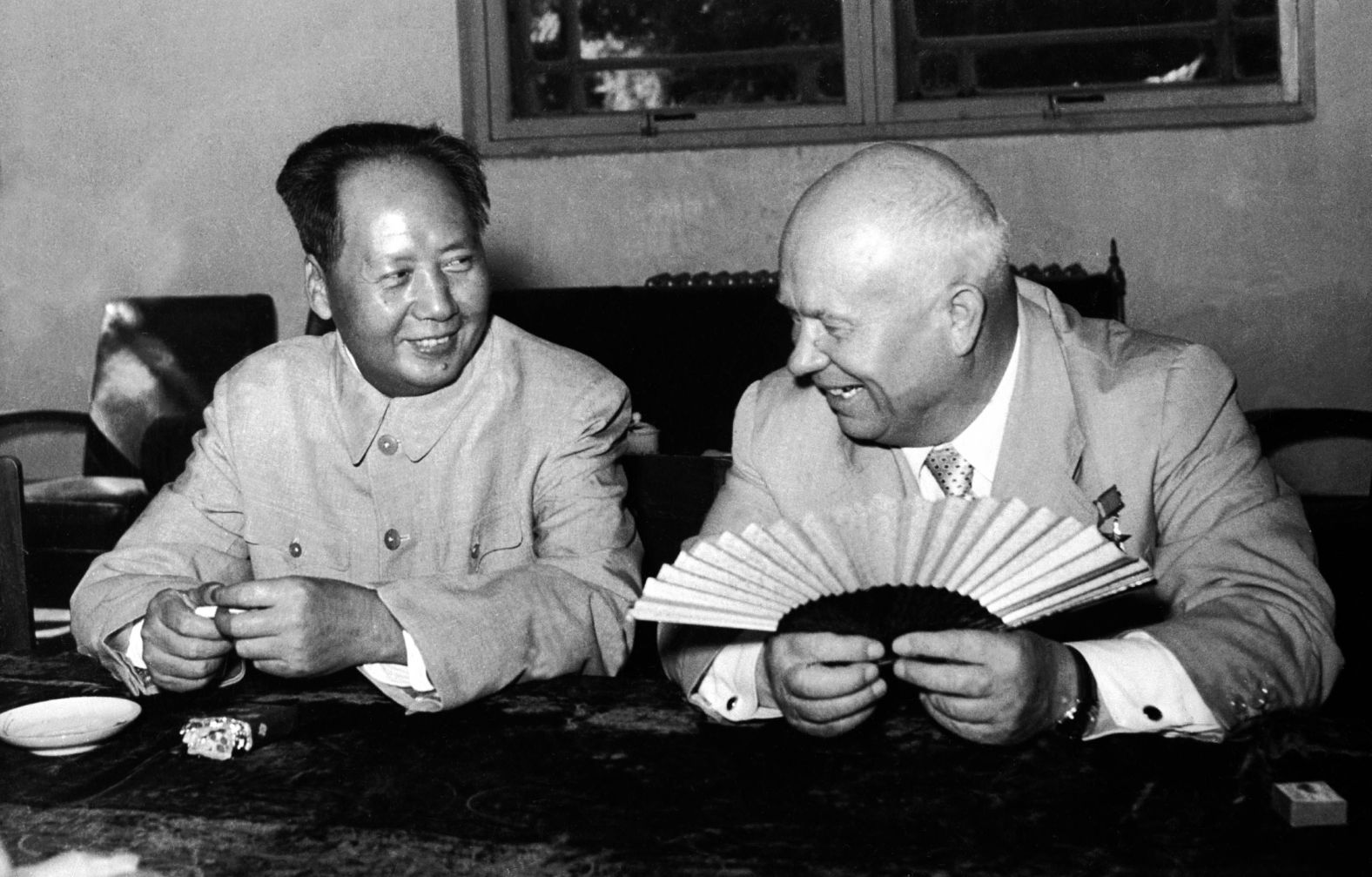
Mao Zedong e Nikita Sergeevič Chruščëv nel 1958 a Pechino.

Il chruščëvismo fu una forma di marxismo-leninismo che consisteva nelle teorie e nelle politiche di Nikita Sergeevič Chruščëv e della sua amministrazione dell'Unione Sovietica.
Mao Zedong ha riconosciuto il chruščëvismo come un'ideologia distinta e inizialmente in una prospettiva positiva, anche se in seguito il termine è stato usato dal Partito comunista cinese come un termine di derisione contro la politica dell'Unione Sovietica. Il chruščëvismo comporta il rifiuto dello stalinismo e rappresenta in particolare un movimento di allontanamento dalla politica stalinista, che comprende la promozione di una tolleranza più liberale nei confronti di alcuni dissensi e devianze culturali, una politica e un atteggiamento più accogliente nei confronti degli stranieri e un ripudio dell'arbitrarietà e della tattica del terrore stalinista. Il chruščëvismo non fu un fenomeno solo nell'Unione Sovietica: inizialmente fu ammirato in Cina e Mao Zedong cercò di modellare lo Stato marxista-leninista cinese sui principi sviluppati dal chruščëvismo; ma le dispute con l'Unione Sovietica misero fine alle relazioni amichevoli tra Mao e Chruščëv.

## Origini
il chruščëvismo è il nome dato a una vasta serie di iniziative intraprese dall'Unione Sovietica durante la guida di Nikita Chruščëv. Uno degli obiettivi di Chruščëv era di consentire maggiori libertà politiche ai cittadini dell'Unione Sovietica.

## Componenti

### Rifiuto dello stalinismo
Chruščëv denunciò quello che chiamò il culto della personalità di Stalin. Si trattava di abbattere le varie statue che erano state fatte in onore di Stalin, e di permettere l'arte e la musica che Stalin aveva proibito.

### Diversificazione dell'economia
Il chrushchevismo si concentrava meno sull'industria militare come aveva fatto Stalin, ma più sui beni di consumo. Questo significava una riduzione della produzione di acciaio, e di prodotti militari, e invece investimenti in oggetti come radio, televisori, medicine ed elettrodomestici.

#### Proprietà privata
Il chruščëvismo permetteva di detenere proprietà private, per stimolare la crescita economica e per dare alle persone servizi di migliore qualità, se possono permetterseli. Chruščëv ha permesso la creazione di condomini, chiamati chruščëvka, che furono diversi dalle case popolari che Stalin impose. Questo significava che molte persone ebbero per la prima volta cucine personali invece di quelle comuni.

### Libertà

#### Arte
Il chruščëvismo permetteva ai cittadini di vedere le opere d'arte create al di fuori dell'Unione Sovietica, anche se non è di sostegno al regime. Ne è un esempio il fatto che Chruščëv lasciasse che libri e film dell'Occidente venissero pubblicati anche nell'Unione Sovietica, poiché credeva che la qualità della vita ritratta in queste opere potesse essere paragonata a quella dell'Unione Sovietica.

#### Viaggi
Per la prima volta Chruščëv permise alle persone dell'Unione Sovietica di viaggiare in grandi gruppi al di fuori dell'Unione Sovietica. Critico delle restrizioni di viaggio di Stalin, Chruščëv credeva che i cittadini sovietici potessero vedere la qualità della vita in Occidente e che questo non sarebbe stato un problema, perché sarebbe stato in grado di eguagliare questa qualità di vita in Unione Sovietica. Oltre 700 000 cittadini sovietici viaggiarono all'estero nel 1957.